# Antonio Fernández Grilo
Antonio Fernández Grilo (Còrdova; 1845 - Madrid; 1906) va ser un poeta espanyol.

## Biografia
Sent molt jove, va escriure una oda Al mar, que va aixecar expectació perquè va ser escrita sense que l'autor hagués vist mai el mar. Arran de l'obtenció del primer premi en un concurs celebrat en el Real Círculo de la Amistad, va començar a tenir com a mecenes a homes importants en l'escena social cordovesa: el Baró de Fuente de Quinto o el comte de Torres Cabrera qui li va editar un llibre de Poesías (Còrdova, 1869) la segona edició de les quals fou publicada en 1879 a Madrid amb un èxit extraordinari.
Va marxar a Madrid per dedicar-se al periodisme, i allí va ser redactor de El Contemporáneo, El Tiempo, La Libertad y El Debate. El seu caràcter despert i el seu talent com recitador li va fer obrir-se camí entre les classes influents fins a arribar a convertir-se en el "poeta reial" d'Alfons XII d'Espanya, qui li concedí una pensió vitalícia. Va ser tal la seva relació amb la Casa Reial, que Isabel II d'Espanya, li va pagar l'edició d'un altre llibre Ideales a París en 1891. Els reis se sabien alguns dels seus poemes de memòria.
Emilio Castelar i José Zorrilla el consideraven un dels primers poetes de l'època. Va conrear l'amistat del també poeta José Jurado de la Parra. Va escriure poemes molt populars com El Invierno, La chimenea campesina, La Nochebuena, El dos de mayo, El siglo XX, Al mar, La monja i la més famosa de totes, Las ermitas de Córdoba. Segons Ricardo de Montes era apreciat per les classes populars, però era detestat per crítics com Leopoldo Alas.
Va ser nomenat acadèmic de la Llengua poc abans de morir. En la seva poesia la forma preval sobre el fons i més que en les idees destaca en la imaginació; posseeix sensibilitat i harmonia, però no va seleccionar els seus temes i va escriure nombroses poesies de circumstàncies.